# Onawa
Onawa är administrativ huvudort i Monona County i Iowa. Vid 2010 års folkräkning hade Onawa 2 998 invånare.